# День холостяков
День холостяков (кит. упр. 光棍节, пиньинь Guānggùn jié) — китайский современный праздник, который отмечается 11 ноября. Посвящён людям, не состоящим в браке.

## Происхождение
Впервые начал отмечаться в различных университетах Нанкина в 90-х годах XX века. Получил название «День холостяков» из-за того, что дата проведения (11.11) состоит из 4 единиц, которые символизируют не состоящих в паре людей. Китай — страна, серьёзно относящаяся к магии цифр, и считается, что именно этот день является одним из самых благоприятных в году для заведения новых знакомств и завязывания отношений. После окончания образования молодые студенты распространили этот праздник в обществе. Сегодня День холостяков — особый день для всей модной молодёжи.

## Празднование
Самый популярный способ отметить праздник — отметить его на обеде со своим единственным другом, но важно, чтобы каждый показал свою независимость. Также люди проводят вечеринки со свиданиями вслепую, чтобы попрощаться со своей холостяцкой жизнью.

### Массовые распродажи
В последние годы сложилась тенденция, что к этому магическому китайскому празднику многие китайские торговые центры начали приурочивать свои распродажи. И сегодня 11 ноября в Китае стал сродни знаменитой американской «чёрной пятнице», так как в этот день, кроме устоявшихся традиционных дискаунтов, можно найти невероятные предложения. Например, 2013 год отличился тем, что самым ловким покупателям давался шанс купить бутылку класса люкс знаменитой китайской водки «Маотай» всего за 1 юань, тогда как обычная розничная цена может достигать 2000 юаней, что составляет более 300 американских долларов. Также, помимо китайских компаний, сейчас в этот день свои скидки активно предоставляют и многие ведущие западные и американские компании, дающие возможность приобрести товары своих брендов в китайском интернете. Среди таких иностранных производителей Procter & Gamble, Adidas, Nike, Unilever и другие.
2013 год в этот день отличился тем, что крупнейший онлайн-продавец Alibaba, в управлении которого находятся такие площадки электронной торговли, как Tmall и Taobao, распространил современную практику проведения распродаж в честь «дня холостяков» и на Интернет. Таким образом, 11 ноября 2013 года Китай установил мировой рекорд онлайн-продаж в Интернете, собрав более 19,1 миллиарда юаней (3,1 миллиарда долларов) в общей сумме совершённых сделок только за первый час работы. Эта цифра превзошла показатели 24 часов продаж прошлого 2012 года.
Следует отметить, что распродажи быстро стали большей частью номинальными, лишь часть товара продаётся действительно по более низким ценам, чем обычно.

### История праздника шопинга
Теперь День холостяков уже имеет другое значение. Компании Китая создали праздник сетевого шопинга для всех пользователей интернета.
11 ноября 2009 года совместно с 27 крупными продавцами крупнейший онлайн-торговец Alibaba Group, которому принадлежат известные в Китае и за рубежом онлайн-площадки Taobao, Tmall и AliExpress, а также платёжная система AliPay, впервые запустил в Интернете масштабные распродажи. В этот день объём продаж превысил 50 млн юаней. По курсу того времени это порядка 7 млн долл. США — скромная по сегодняшним меркам сумма. С тех пор 11 ноября стало официальной датой, когда на онлайн-площадках Tmall, Taobao, а также многих других проходят крупнейшие в году распродажи.
В 2010 году объём продаж на онлайн-площадках Tmall и Taobao 11 ноября достиг 936 млн юаней. В 2015 году — 91,217 млрд юаней.
В 2018 году объём интернет-продаж на платформе Tmall за один день 11 ноября составил 213,5 млрд юаней. Это новый рекорд с того момента, как платформа Tmall, которая принадлежит китайскому гиганту электронной коммерции Alibaba Group, стала проводить 11 ноября Фестиваль шоппинга.